# Боринг (Мэриленд)
Боринг (англ. Boring) — невключённая территория в округе Балтимор, Мэриленд (США). Находится в 8 км к северу от города Рейстерстаун. на Western Maryland Railway, в нём около 40 домов, церковь, и почтовое отделение, открытое 9 августа 1880 года. Организована волонтёрская пожарная служба. В Боринге ежегодно проводится выставка старой сельскохозяйственной техники Boring Gas Engine Show.